# 3 (število)
3 (trí) je naravno število, za katero velja 3 = 2 + 1 = 4 − 1.

## V matematiki
- najmanjše Fermatovo praštevilo {\displaystyle 3=2^{2^{0}}+1\!\,}.
- najmanjše Mersennovo praštevilo {\displaystyle 3=2^{2}-1\!\,}.
- najmanjše Prothovo število in Prothovo praštevilo {\displaystyle 3=2^{1}+1\,\!}.
- najmanjše Evklidovo število 3 = 2 + 1.
- najmanjše edinstveno praštevilo.
- najmanjše regularno praštevilo.
- ničto in tretje Perrinovo število.
- drugo desetiško samoštevilo.
- drugo fakultetno praštevilo 3 = 2! + 1.
- drugo Higgsovo praštevilo.
- drugo palindromno praštevilo.
- drugo praštevilo Germainove.
- drugo srečno število in najmanjše srečno praštevilo.
- drugo trikotniško število {\displaystyle 3=2(2+1)/2\,\!}.
- drugo Čenovo praštevilo.
- drugo Cullenovo število in najmanjše Cullenovo praštevilo {\displaystyle 3=1\cdot 2^{1}+1\,\!}.
- drugo Cantorjevo število {\displaystyle 3=2^{2}-1\!\,}.
- tretje Ulamovo število {\displaystyle 3=1+2\,\!}.
- peto Fibonaccijevo število 3 = 1 + 2.
- Gaussovo praštevilo brez imaginarnega ali realnega dela oblike {\displaystyle 4n+3}.
- Lucasovo število.
- edino naravno število, ki je vsota predhodnih naravnih števil (3 = 1 + 2) in tudi edino število, ki je vsota predhodnih fakultet števil: 3 = 1! + 2!.
- drugi člen Sylvestrovega zaporedja: 3 = 2 + 1.
- Harshadovo število
- stopnja vsake točke kubičnega grafa

## V znanosti
- vrstno število 3 ima litij (Li).

## V jezikoslovju

### Števniki
- glavni: tri, tudi trije
- vrstilni: tretji
- ločilni: trój
- množilni: trójen
- prislov: tretjič

### Drugi izrazi za tri
- tris, triplet, trojka, ...

## Drugje
- 03 je telefonska klicna številka omrežne skupine Celja in okolice.
- Simbolika števila tri v (ljudskih) pravljicah

### Leta
- 3 pr. n. št., 3, 2003